# Gare de Saint-Michel-sur-Charente
Pour les articles homonymes, voir Gare de Saint-Michel.
La gare de Saint-Michel-sur-Charente est une gare ferroviaire française de la ligne de Beillant à Angoulême, située sur le territoire de la commune de Saint-Michel, dans le département de la Charente en région Nouvelle-Aquitaine.
Gare fermée au service des voyageurs.

## Situation ferroviaire
Établie à 33 mètres d'altitude, la gare de Saint-Michel-sur-Charente est située au point kilométrique (PK) 62,631 de la Ligne de Beillant à Angoulême, entre les gares de Nersac (fermée) et de Sillac (fermée), les gares ouvertes de part et d'autre sont Châteauneuf-sur-Charente et Angoulême.
Elle est à la jonction entre la double voie partant d'Angoulême et la voie unique vers Saintes.

## Service des voyageurs
Gare fermée.